# Getting away with it
'«Getting away with it» es el primer sencillo publicado por el grupo inglés Electronic, formado por Bernard Sumner de New Order, el ex guitarrista de The Smiths Johnny Marr y Neil Tennant de Pet Shop Boys como vocalista invitado. Factory Records lo publicó en el Reino Unido en diciembre de 1989, y al año siguiente se publicó en el resto del Mundo. Junto a "Get the Message" y "Disappointed", es su canción más conocida y su sencillo más vendido (Más de un cuarto de millón de copias).
La popularidad de la canción se debe a su éxito comercial (Número 12 en el Reino Unido y número 38 en Estados Unidos), el calibre de los intérpretes y el hecho de que fuera el sencillo de debut de Electronic, y por tanto muy esperado por la prensa musical y por los fanes de New Order y The Smiths.
La producción, muy rica y fluida, incluye una orquesta completa conducida por Anne Dudley de The Art of Noise y un solo de guitarra de Marr, mientras que las tres remezclas aparecidas en los dos vinilos publicados en el Reino Unido incluyen estilos musicales tan dispares como el disco y el acid house. La letra, coescrita por Tennant y Sumner, es una parodia del compañero de Marr en The Smiths, Morrissey, y su estereotipo de depresivo y masoquista (Pet Shop Boys volverían sobre el tema en su canción de 1990 "Miserablism").
"Getting away with it" se publicó con la canción instrumental "Lucky bag", la única muestra inadulterada del entusiasmo inicial de Marr y Sumner por el Italo house.
Además de la versión sencillo editada y los tres remixes del vinilo, "Getting away with it" también se publicó como instrumental, en una versión no editada y más larga, en su forma original antes de que las secciones de cuerda de Dudley fueran añadidas. Esta es la única versión de la canción que no ha sido aún publicada en CD.
El diseño del sencillo es obra de Peter Saville, quien usó una elegante foto de un vaso de whisky para la portada del mismo. Es interesante el hecho de que el título está escrito como si fuera una frase (La primera palabra comenzando con mayúscula y el resto no), al igual que los títulos de las canciones de Pet Shop Boys.
Aunque este sencillo fue escrito pensando en el primer álbum de Electronic, "Getting away with it" no fue incluido en el disco de debut de la banda, publicado 18 meses después, lo que se puede considerar una muestra de confianza en la calidad de las nuevas canciones, aunque más tarde aparecería entre las canciones cuarta y quinta de la versión internacional y de la reedición que hizo Parlophone en 1994, para aumentar las ventas.
- Datos: Q3017162